# Novakovo
Novakovo (bulgariska: Новаково) är ett distrikt i Bulgarien.   Det ligger i kommunen Obsjtina Asenovgrad och regionen Plovdiv, i den centrala delen av landet, 170 km sydost om huvudstaden Sofia.
I omgivningarna runt Novakovo växer i huvudsak blandskog. Runt Novakovo är det ganska tätbefolkat, med 96 invånare per kvadratkilometer.